# Fort Ellewoutsdijk
Fort Ellewoutsdijk is een verdedigingswerk uit 1839. Sinds 1981 is het eigendom van Vereniging Natuurmonumenten.
In 1830, na de afscheiding van België, begon Nederland met de bouw van kustforten aan beide oevers van de Westerschelde, om controle te krijgen op de scheepvaart richting Antwerpen.

## Locatie
De forten moesten voorkomen dat schepen naar Antwerpen konden varen en dit fort moest tevens de marinebasis en handelsstad Vlissingen beschermen. In het grensgebied werden troepen gelegerd. Rond Terneuzen werden ook tussen 1833 en 1839 diverse vestingwerken gebouwd. Pal noord van Terneuzen, aan de noordelijke Westerscheldeoever aan de zuidkant van de Ellewoutsdijkpolder begon men in 1835 met de bouw van fort Ellewoutsdijk. Samen met Terneuzen vormde Ellewoutsdijk een tweede stelling ter beheersing van de Westerschelde. De eerste stelling lag bij het verder stroomopwaarts gelegen Bath. Omdat de voorliggende zeedijk vanwege het vuurbereik vanuit het fort bewust laag was gehouden, werd uit voorzorg een inlaagdijk aangelegd.

## Beschrijving
Tussen 1835 en 1837 werd het fort gebouwd naar een ontwerp van kapitein F. van Heurn. Het kreeg de vorm van een zeshoek en was volledig omringd met een gracht. Aan de buitenzijde is het vestingwerk 80 meter breed en 110 meter lang; de buitenmuren zijn 10 meter hoog. In het muurwerk aan de zeezijde bevinden zich 19 rechthoekige bomvrije ruimten die voorzien zijn van in zwaar metselwerk uitgevoerde tongewelven. Boven op de gewelven is twee meter grondbedekking aangebracht. Daarbovenop lag oorspronkelijk een aarden borstwering waarachter de kanonnen stonden opgesteld. De noordelijk helft, aan de landzijde, is alleen aardwerk. Vóór de uitvinding van het getrokken geschut en de brisantgranaat was fort Ellewoutsdijk bomvrij. In totaal konden er 500 manschappen in het fort gelegerd worden. De bouwkosten bedroegen 498.480 gulden.
Een paar jaar na de bouw van het fort sloten Nederland en België in 1839 het Verdrag van Londen. Dankzij de neutraliteitspolitiek nam de noodzaak voor het fort af en in 1918 werden de laatste kanonnen uit het fort verwijderd. Tijdens de Tweede Wereldoorlog heeft het Duitse leger het fort weer in gebruik genomen. Het heeft toen als gevangenis gediend en aan de westzijde van het vestingwerk werd een mitrailleurbunker gebouwd. Bijzonder is dat er na de oorlog NSB'ers gevangengezeten hebben. In 2011 kwam de roman De spinvlieg van Hugo Wapperom uit. Daarin wordt door middel van een authentieke briefwisseling uit 1946 het naoorlogskamp voor gevangenen van binnenuit beschreven, een briefwisseling tussen de in het kamp opgesloten verzetsleider Piet Wapperom en zijn vrouw (de ouders van Hugo).

## Huidige situatie
Na de Tweede Wereldoorlog was het fort bij Defensie in gebruik als opslagplaats. In 1981 kwam het in beheer bij Vereniging Natuurmonumenten; deze kocht het fort aan vanwege de bijzondere ecologische waarde. Het vestingwerk is nog geheel intact. De muren verkeren in redelijke staat van onderhoud, al hebben de gewelven veel geleden onder vocht. Dankzij de toekenning van een grote subsidie van het Rijksdienst voor het Cultureel Erfgoed en de provincie Zeeland, een gift van Dow Benelux en Nuon plus eigen middelen van Natuurmonumenten kon het fort worden gerestaureerd. Medio 2011 werd de opknapbeurt afgerond.